# Mairena del Aljarafe
Mairena del Aljarafe é um município da Espanha, na província de Sevilha, comunidade autónoma da Andaluzia. Tem 17,70 km² de área e em 2021 tinha 46 895 habitantes (densidade: 2 649,4 hab./km²). Pertence à comarca de Aljarafe, limitando com os municípios de Bollullos de la Mitación, Bormujos, Tomares, San Juan de Aznalfarache, Gelves e Palomares del Río.